# Президент Чеченської Республіки Ічкерія
Президент Чеченської Республіки Ічкерія (чеч. Ичкери Чечен Республика Президент İçkeri Çeçen Respublika Prezident) — титул президента ЧРІ, що існував від створення Чеченської Республіки Ічкерія, і до її фактичної ліквідації російськими військами.
Президент очолював виконавчу владу, мав повноваження вести засідання Уряду Чеченської Республіки, а також здійснював встановлення міжнародних зв’язків у межах загальної зовнішньої політики.
Цей список перелічує усіх президентів, які були президентами ЧРІ в період з 1991 по 2007 рік, а також містить в собі перелік керівників ЧРІ у вигнанні (після 2007 року).  

## Президенти Ічкерії
| # | Портрет | Прізвище, Ім'я, По-батькові (роки життя)       | Термін повноважень | Термін повноважень | Політична партія                 |
| # | Портрет | Прізвище, Ім'я, По-батькові (роки життя)       | Обійняв посаду     | Залишив посаду     | Політична партія                 |
| - | ------- | ---------------------------------------------- | ------------------ | ------------------ | -------------------------------- |
| 1 |         | Дудаєв Джохар Мусаєвич (1944-1996)             | 9 листопада 1991   | 21 квітня 1996     | незалежний кандидат              |
| 2 |         | Яндарбієв Зелімхан Абдулмуслімович (1952-2004) | 21 квітня 1996     | 12 лютого 1997     | Вайнахська демократична партія   |
| 3 |         | Масхадов Аслан Алійович (1951-2005)            | 12 лютого 1997     | Лютий 2000         | Партія національної незалежності |
| 4 |         | Садулаєв Абдул-Халім (1966-2006)               | 9 березня 2005     | 17 червня 2006     | безпартійний                     |
| 5 |         | Умаров Доку (1966-2006)                        | 9 березня 2005     | 17 червня 2006     | безпартійний                     |